# Mckenziartia
Mckenziartia is een geslacht van kreeftachtigen uit de klasse van de Ostracoda (mosselkreeftjes).

## Soorten
- Mckenziartia bentleyi Howe & Mckenzie, 1989
- Mckenziartia foveata (Hartmann, 1978) Yassini & Mikulandra, 1989
- Mckenziartia mowbrayi Yassini & Mikulandra, 1989
- Mckenziartia portjacksonensis (Mckenzie, 1967) Labutis & Bentley, 1988
- Mckenziartia territoriae Howe & Mckenzie, 1989) Yassini, Jones & Jones, 1993
- Mckenziartia thomi Yassini & Mikulandra, 1989